# Villarramiel
Villarramiel település Spanyolországban, Palencia tartományban. Villarramiel Guaza de Campos, Autillo de Campos, Abarca de Campos, Castromocho, Capillas, Villafrades de Campos és Gatón de Campos községekkel határos. Lakosainak száma 788 fő (2024).

## Népesség
A település népessége az elmúlt években az alábbi módon változott:
| Lakosok száma | 1084 | 1012 | 979  | 961  | 901  | 887  | 833  | 820  | 795  | 788  |
|               | 2001 | 2004 | 2007 | 2009 | 2012 | 2014 | 2017 | 2019 | 2022 | 2024 |